# Paul Bruns-Molar
Paul Bruns-Molar (Werden, 13 de juny de 1867 - Berlín, 2 de febrer de 1934) fou un cantant d'òpera alemany.